# Gerardo Silva
Gerardo Silva Escudero (ur. 21 września 1965 w Ciudad Valles) – meksykański piłkarz występujący na pozycji pomocnika, obecnie trener.

## Kariera klubowa
Silva pochodzi z Ciudad Valles w stanie San Luis Potosí i jest wychowankiem klubu Atlético Potosino z siedzibą w położonym nieopodal mieście San Luis Potosí. Do seniorskiej drużyny został włączony jako dwudziestolatek i w meksykańskiej Primera División zadebiutował w sezonie 1985/1986, lecz początkowo pełnił jedynie rolę rezerwowego i mocną pozycję w wyjściowej jedenastce wywalczył sobie dopiero rok później. Premierowego gola w najwyższej klasie rozgrywkowej strzelił 24 kwietnia 1987 w wygranym 2:1 meczu z Cobras. Ogółem barwy swojego macierzystego Potosino reprezentował przez cztery lata, lecz mimo pewnego miejsca w pierwszym składzie nie zdołał odnieść żadnych sukcesów. Po rozgrywkach 1988/1989, kiedy jego drużyna spadła do drugiej ligi, przeszedł do Club Santos Laguna z miasta Torreón, gdzie występował jako podstawowy gracz przez następne dwanaście miesięcy, również bez większych osiągnięć.
Latem 1990 Silva podpisał umowę z jednym z najbardziej utytułowanych klubów w kraju, Chivas de Guadalajara, w którego barwach spędził następne trzy lata, mając niepodważalne miejsce w wyjściowej jedenastce, lecz nie zanotował z nim żadnego osiągnięcia zarówno na arenie krajowej, jak i międzynarodowej. W połowie 1993 roku został zawodnikiem odwiecznego rywala Chivas, ekipy Club América ze stołecznego miasta Meksyk, gdzie występował przeważnie jako rezerwowy przez następny sezon. W późniejszym czasie odszedł do Tampico Madero FC, w którym grał przez rok w roli podstawowego piłkarza, a na koniec sezonu 1994/1995 zanotował z nim już drugi w karierze spadek do drugiej ligi meksykańskiej. Sam przez dwanaście miesięcy pozostał jeszcze na najwyższym szczeblu rozgrywek, podpisując kontrakt z Puebla FC, gdzie tylko czterokrotnie pojawiał się na ligowych boiskach. Profesjonalną karierę piłkarską zakończył w wieku 34 lat jako piłkarz drugoligowego San Luis FC z miasta San Luis Potosí.

## Kariera trenerska
Po zakończeniu kariery piłkarskiej Silva rozpoczął pracę w roli szkoleniowca. W latach 2006–2007 był asystentem Eduardo Rergisa w drugoligowej drużynie Correcaminos UAT z siedzibą w mieście Ciudad Victoria. Później wszedł w skład sztabu szkoleniowego trenera René Isidoro Garcíi, najpierw współpracując z nim w reprezentacji Meksyku U-23, z którą zdobył brązowy medal na Igrzyskach Panamerykańskich w Rio de Janeiro, a potem w klubie Jaguares de Chiapas z Tuxtla Gutiérrez. Jesienią 2008 był asystentem Mario Alberto Garcíi w drugoligowej drużynie Club León, po czym znalazł zatrudnienie w swoim byłym zespole, Club Santos Laguna, gdzie w latach 2009–2010 trenował kategorię wiekową do lat 20. W latach 2012–2013 był szkoleniowcem czwartoligowego klubu Lobos de San Luis, natomiast w lutym 2013 po raz kolejny podjął rolę asystenta, tym razem urugwajskiego trenera Carlosa Maríi Moralesa w swoim byłym zespole San Luis FC, występującym już w pierwszej lidze.
W marcu 2013, po odejściu Moralesa z drużyny, Silva został mianowany przez zarząd San Luis pierwszym trenerem zespołu. Szybko odmienił oblicze ekipy, przerywając z nią serię czternastu ligowych spotkań z rzędu bez zwycięstwa, a w siedmiu spotkaniach w roli szkoleniowca klubu zanotował cztery zwycięstwa, dwa remisy i jedną porażkę, ratując San Luis przed spadkiem z ligi. Mimo to na koniec rozgrywek Clausura 2013 drużyna sprzedała swoją licencję, przenosząc się do miasta Tuxtla Gutiérrez i zmieniając nazwę na Chiapas FC, a wskutek tej operacji zespół San Luis przestał istnieć. On sam wraz z resztą sztabu szkoleniowego również przeniósł się do Chiapas, gdzie rozpoczął pracę jako trener drużyn do lat siedemnastu i dwudziestu.